# Distretto di Ouzera
Il distretto di Ouzera è un distretto della Provincia di Médéa, in Algeria.

## Comuni
Il distretto di Ouzera comprende 4 comuni:
- Ouzera
- Tizi Mahdi
- El Hamdania
- Benchicao